# Josep Maria Izquierdo
Josep Maria Izquierdo Ibañez (Badalona, el 15 de maig de 1967) és un entrenador de bàsquet català.

## Carrera esportiva
Va començar entrenant a les categories inferiors del Sant Josep de Badalona, fins que l'any 1988 va arribar al Joventut de la lliga ACB com entrenador assistent. En el mes de desembre de 1999 es fa càrrec del primer equip un any, fins al desembre del 2000. La temporada 2001-02 és entrenador del Melilla Bàsquet a la LEB, i l'any 2002 arriba al Reial Madrid com ajudant de Javier Imbroda.
Després del seu pas pel Reial Madrid va tornar a Melilla, on s'hi va estar tres temporades al capdavant de l'equip. La temporada 2006-07 entrena al Leche Río Breogán, i la temporada següent agafa el CB L'Hospitalet de la LEB Or, on va ser destituït en el mes d'abril, acabant la temporada en la Fundació Adepal Alcázar, de la LEB Bronze. L'any 2009 es posa al capdavant del CB Prat a LEB Plata, on s'hi estaria un any, ja que la següent temporada deixa les banquetes per treballar a l'àrea d'Esports de l'Ajuntament de Badalona. L'any 2013 va fitxar pel Fenerbahçe Ülkerspor com a ajudant de Zeljko Obradovic.